# Макарово (Перемишльський район)
Макарово (рос. Макарово) — село в Перемишльському районі Калузької області Російської Федерації.
Населення становить 357 осіб. Входить до складу муніципального утворення Село Макарово.

## Історія
Від 2004 року входить до складу муніципального утворення Село Макарово

## Населення
| 2002 | 2010 |
| ---- | ---- |
| 384  | ↘357 |